# Ловмянский, Генрик

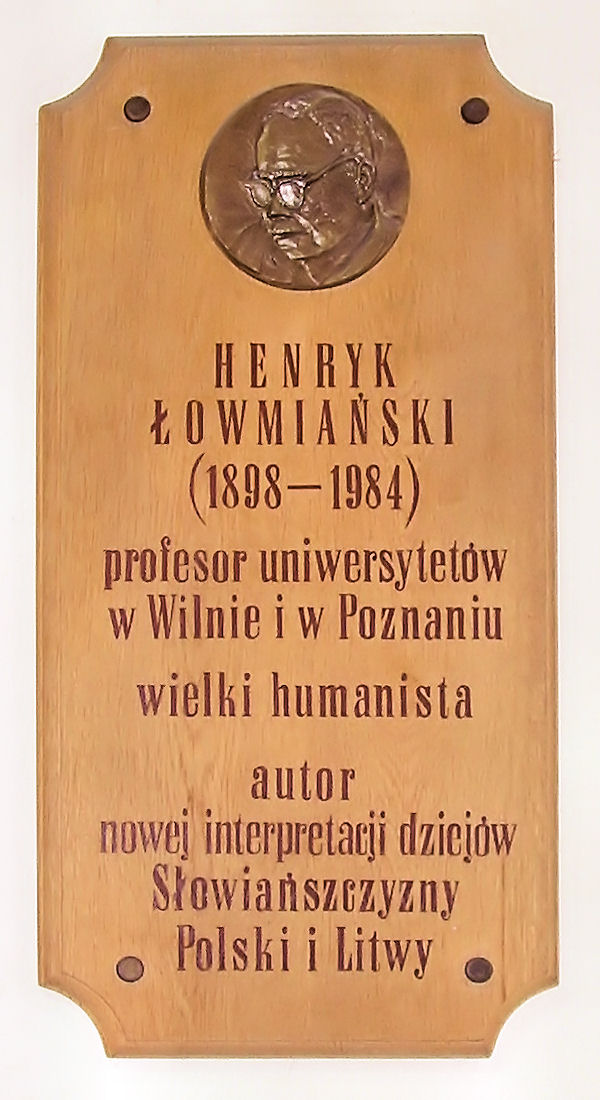
Мемориальная таблица на здании исторического факультета Познанского университета в честь историка Л. Ловмянского

Ге́нрик Ловмя́нский (пол. Henryk Łowmiański; 22 августа 1898, дер. Даугудза близ Вилькомира, Виленской губернии, Российской империи (ныне Укмергский район Литвы) — 4 сентября 1984, Познань) — польский учёный, историк-медиевист, славист, профессор, доктор наук, академик Польской Академии наук (с 1952). Автор монументального 6-томного труда «Начала Польши».

## Биография
Среднее образование получил в Вильно и Чернигове. В 1916 году записался в Киевский университет св. Владимира. Затем перевёлся в Виленский университет Стефана Батория, где изучал историю. После окончания университета был оставлен там для продолжения научной работы.
В 1924 году защитил докторскую диссертацию по истории литовских городов XVI века (пол. Wschody miast litewskich w XVI wieku). Стал первым доктором истории в обновлённом Виленском университете. Прошёл процесс хабилитации в 1932 году с 2-томным трудом «Исследование начал общества и государства литовского» (пол. Studia nad początkami społeczeństwa i państwa litewskiego).
В 1932 получил звание почётного доктора за исследования по истории Великого княжества Литовского.
В 1933—1939 заведовал кафедрой истории Восточной Европы Виленского университета.
С 1938 — член Польской академии знаний.
Во время Второй мировой войны работал в виленском архиве. В 1945 переселился в Польшу, некоторое время жил и работал в Лодзи. Затем переехал в Познань.
Работал профессором на кафедре истории Восточной Европы (названную позже кафедрой истории народов СССР) Университета им. Адама Мицкевича в Познани.
С 1963 — руководитель отдела истории средневековья Института истории Польской академии наук.
В 1951—1957 — председатель исторических кафедр Познанского университета, а в 1957—1968 — директор института истории этого же университета.
Из-за плохого зрения трагически погиб под трамваем в Познани. Похоронен в г. Жгув.

## Избранные научные труды
- Wschody miast litewskich (1923—1924)
- Witold wielki książę litewski (1930)
- Studia nad początkami społeczeństwa i państwa litewskiego (1931-32)
- Uwagi o sprawie podłoża społecznego i gospodarczego Unii Jagiellońskiej (1934)
- The Ancient Prussians (1936)
- Wcielenie Litwy do Polski w 1386 roku (1937)
- Handel Mohylewa w XVI w. (1938)
- Struktura gospodarcza Mohylewa w czasach pomiary włócznej (1939)
- Imię chrzestne Mieszka I (1948)
- Podstawy gospodarcze formowania się państw słowiańskich (1953)
- Zagadnienia roli Normanów w genezie państw słowiańskich (1957)
- Historia Polski do roku 1764 (1957—1958)
- Geneza państwa ruskiego jako wynik procesu wewnętrznego (1962)
- Początki Polski t. I—VI (1963—1985)
- Religia Słowian i jej upadek (w. VI—XII) (1979)
- Studia nad dziejami Wielkiego Księstwa Litewskiego (1983)
- Studia nad dziejami Słowiańszczyzny, Polski i Rusi w wiekach średnich (1986)
- Prusy — Litwa — Krzyżacy (1989)
- Zaludnienie państwa litewskiego w wieku XVI: zaludnienie w roku 1528 (1998)
- Polityka Jagiellonów (1999)

## Награды
- Офицер ордена Возрождения Польши (1951)[2]
- Орден «Знамя Труда» II степени (1954)
- Орден Строителей Народной Польши (1974)
- Государственная премия ПНР I степени (1964)